# Napierśnik torfowiskowy
Napierśnik torfowiskowy (Stethophyma grossum) – euroazjatycki gatunek owada prostoskrzydłego z rodziny szarańczowatych (Acrididae) związany ze środowiskami wilgotnymi – bagnami i torfowiskami. Jest jednym z większych prostoskrzydłych występujących w Polsce. Osiąga do 30 mm długości.
W Polsce jest wprawdzie gatunkiem szeroko rozprzestrzenionym na nizinach i wyżynach, ale ginącym. Brak doniesień o jego występowaniu w Sudetach Zachodnich i Wschodnich, Kotlinie Nowotarskiej i Tatrach.
Liczebność jego populacji w kraju spada, dlatego na Czerwonej Liście Zwierząt Ginących i Zagrożonych w Polsce klasyfikowany jest w kategorii VU (narażony).